# Breeser See
Der Breeser See (auch: Breesensee oder Breesener See) liegt in der Sternberger Seenlandschaft östlich von Lohmen auf dem Gemeindegebiet von Zehna im Landkreis Rostock in Mecklenburg-Vorpommern. Unweit des Ostufers befindet sich der kleine Ort Klein Breesen. Der Flachwassersee ist maximal 950 Meter lang und 650 Meter breit. Das keilförmige Gewässer verjüngt sich nach Süden. Es liegt in einer sumpfigen Landschaft, die Umgebung des Sees ist seit 1974 als Naturschutzgebiet ausgewiesen. Durch diese Uferbeschaffenheit ist der See kaum zugänglich. Im Süden durchfließt die Bresenitz den See, um dann südwestlich in den Suckwitzer See zu münden. Der Quellsee wird durch kalkhaltiges Grundwasser gespeist.
Der Breeser See geht auf eine Toteisform zurück, die während der letzten Weichseleiszeit entstand. Umfangreiche Kalkmudden lagerten sich ab.
Nach einer Seespiegelabsenkung im 19. Jahrhundert wurden die Randbereiche als Grünland genutzt und Torf gestochen. Die Flächen um den See wurden zu DDR-Zeiten kaum noch genutzt. Ab den 1970er Jahren verschlechterte sich der Zustand des bis dahin oligotrophen Klarwassersees durch Nährstoffeinträge. Faulschlamm lagerte sich ab. Erst ab 1989 gab es wieder Klarwasserphasen.
Im See wird seit Jahrhunderten mit Reusen und Zugnetzen gefischt.